# متجر التبغ الحكومي المجري

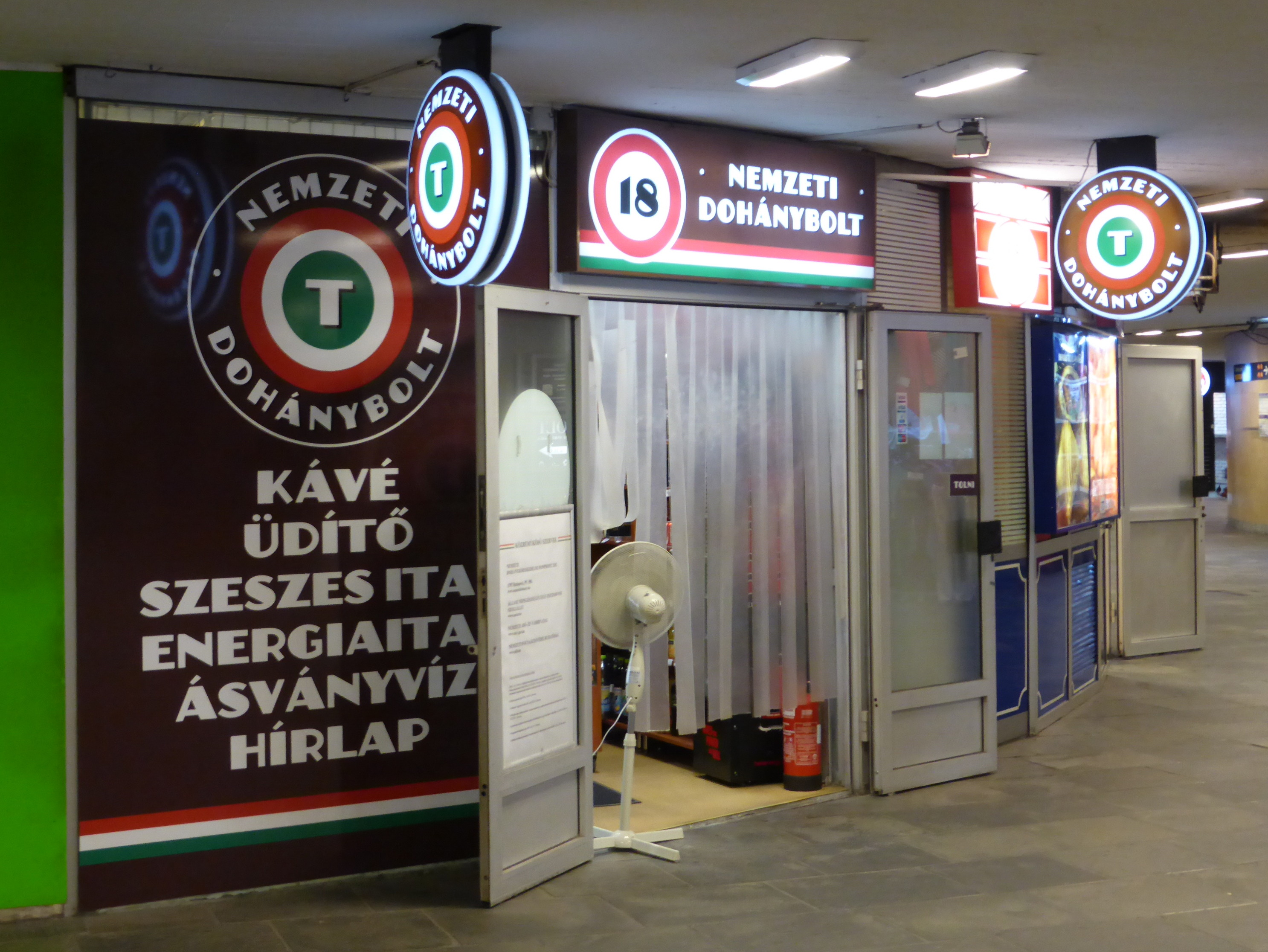

متجر التبغ الحكومي المجري (بالمجرية "Nemzeti Dohánybolt") هو متجر متنوع مملوك للدولة في المجر مسؤول عن جميع المبيعات القانونية للتبغ داخل المجر. تأسست الشركة المسؤولة عن إدارة المتاجر (الوطنية لتجارة التبغ غير الهادفة للربحية) ، في عام 2011 بعد أن أصدرت حكومة أوربان الثانية قوانين تهدف إلى الحد من بيع التبغ.